# Oekraïne op het Eurovisiesongfestival 2018

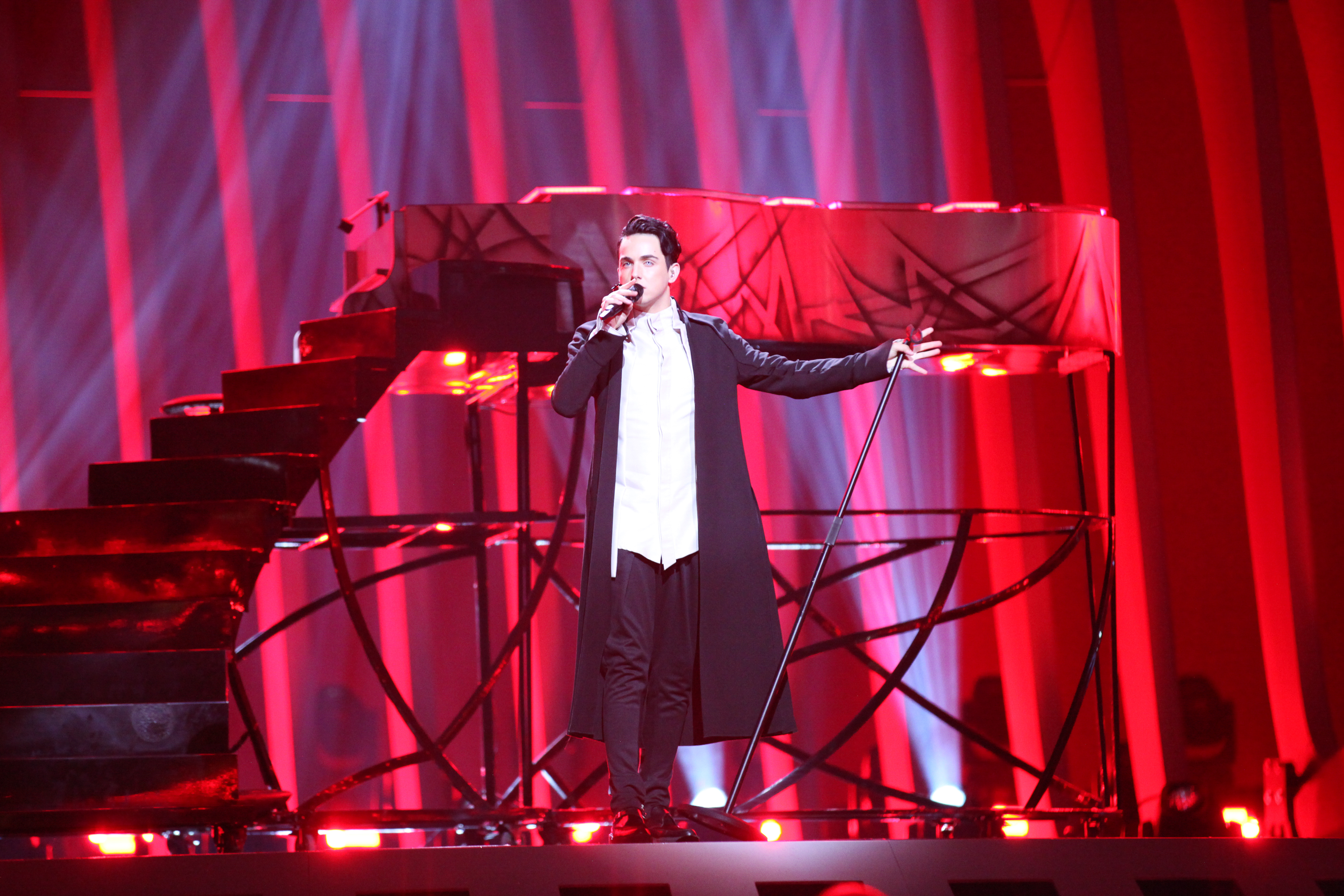
Mélovin tijdens een repetitie voor de tweede halve finale

Oekraïne nam deel aan het Eurovisie Songfestival 2018 met het lied "Under the Ladder", uitgevoerd door Mélovin en geschreven door Mélovin in samenwerking met Mike Ryals en Anton Karskyi. De Oekraïense omroep Public Broadcasting Company of Ukraine (UA:PBC) organiseerde in samenwerking met de commerciële omroep STB de nationale finale Vidbir om de Oekraïense inzending te selecteren voor de wedstrijd van 2018 in Lissabon, Portugal. De nationale selectie bestond uit twee halve finales, die plaatsvonden op 10 en 17 februari 2018, en een finale, gehouden op 24 februari 2018. In elke halve finale streden negen deelnemers, waarbij de beste drie van elke halve finale doorgingen naar de grote finale. In de finale kwam "Under the Ladder", uitgevoerd door Mélovin, als winnaar uit de bus door middel van een jury en een televoting. 

## Vidbir 2018
De finale vond plaats op 24 februari 2018. Tayanna won de jury voting, Mélovin won de televoting met 60.669 stemmen en wist daarmee de meeste punten te halen. 
|       | Artiest    | Song                   | Jury | Televoting | Televoting | Totaal | Plaats |
| Votes | Artiest    | Song                   | Jury | Points     |            | Totaal | Plaats |
| ----- | ---------- | ---------------------- | ---- | ---------- | ---------- | ------ | ------ |
| 1     | Kadnay     | "Beat of the Universe" | 3    | 33,392     | 5          | 8      | 3      |
| 2     | Tayanna    | "Lelya"                | 6    | 29,830     | 4          | 10     | 2      |
| 3     | The Erised | "Heroes"               | 2    | 11,628     | 1          | 3      | 6      |
| 4     | Laud       | "Waiting"              | 4    | 20,744     | 2          | 6      | 4      |
| 5     | Vilna      | "Forest Song"          | 1    | 23,192     | 3          | 4      | 5      |
| 6     | Mélovin    | "Under the Ladder"     | 5    | 60.669     | 6          | 11     | 1      |

## In Lissabon
In de halve finale plaatste Mélovin zich voor de grote finale op zaterdag. Later bleek dat Mélovin 7de werd in de halve finale. In de finale werd hij 17de met 130 punten. Dit was het minst goede resultaat van Oekraïne (op 2017 na als gastland). Het land kreeg wel 12 punten van de Poolse, Wit-Russische en Tsjechische kijkers. 
2003 · 2004 · 2005 · 2006 · 2007 · 2008 · 2009 · 2010 · 2011 · 2012 · 2013 · 2014 · 2015 · 2016 · 2017 · 2018 · 2019-2020 · 2021 · 2022 · 2023 · 2024 · 2025
Albanië · Armenië · Australië · Azerbeidzjan · België · Bulgarije · Cyprus · Denemarken · Duitsland · Estland · Finland · Frankrijk · Georgië · Griekenland · Hongarije · Ierland · IJsland · Israël · Italië · Kroatië · Letland · Litouwen · Macedonië · Malta · Moldavië · Montenegro · Nederland · Noorwegen · Oekraïne · Oostenrijk · Polen · Portugal · Roemenië · Rusland · San Marino · Servië · Slovenië · Spanje · Tsjechië · Verenigd Koninkrijk · Wit-Rusland · Zweden · Zwitserland